# Równanie różniczkowe Riccatiego
Równanie różniczkowe Riccatiego – typ równania różniczkowego zwyczajnego nieliniowego rzędu pierwszego.
Równanie postaci:
{\displaystyle {\frac {dy}{dx}}=p(x)y^{2}+q(x)y+r(x),}
gdzie {\displaystyle p,q,r} są funkcjami ciągłymi, określonymi na pewnym ustalonym przedziale {\displaystyle (a,b),} nazywane jest równaniem Riccatiego, od nazwiska włoskiego matematyka, Jacopo Riccatiego.
Przypadki szczególne:
- dla {\displaystyle r(x)\equiv 0} równanie sprowadza się do równania różniczkowego Bernoulliego,
- dla {\displaystyle p(x)\equiv 0} równanie sprowadza się do równania liniowego.

Można wykazać, że przez każdy punkt obszaru {\displaystyle (a,b)\times \mathbb {R} } przechodzi dokładnie jedna krzywa całkowa. Dowodzi to, że całkowanie równania Riccatiego na ogół nie daje się sprowadzić do kwadratur. Znając jednak pewne rozwiązanie szczególne {\displaystyle y_{1}} równania Riccatiego można sprowadzić je poprzez podstawienie:
{\displaystyle y=y_{1}+{\frac {1}{z}}}
do równania liniowego. Istotnie, po wstawieniu otrzymuje się:
{\displaystyle y_{1}'-{\frac {z'}{z^{2}}}=p(x)y_{1}^{2}+q(x)y_{1}+r(x)+{\frac {2p(x)y_{1}}{z}}+{\frac {p(x)}{z^{2}}}+{\frac {q(x)}{z}},}
skąd wobec równości:
{\displaystyle y_{1}'=p(x)y_{1}^{2}+q(x)y_{1}+r(x)}
otrzymuje się równanie różniczkowe liniowe:
{\displaystyle z'+(2p(x)y_{1}+q(x))z=-p(x).}

Do równania Riccatiego można sprowadzić równanie liniowe drugiego rzędu podstawieniem
{\displaystyle y(x)=e^{\int u(x)dx}.}

Równanie Riccatiego można sprowadzić do równania liniowego drugiego rzędu podstawieniem
{\displaystyle u(x)=e^{-\int p(x)y(x)dx}.}